# Філіппово (Новосибірська область)
Філіппово (рос. Филиппово) — село у Ординському районі Новосибірської області Російської Федерації.
Входить до складу муніципального утворення Філіпповська сільрада. Населення становить 792 особи (2017).

## Історія
Згідно із законом від 2 червня 2004 року органом місцевого самоврядування є Філіпповська сільрада.

## Населення
| 2002 | 2007 | 2010 | 2012 | 2013 | 2014 | 2015 |
| ---- | ---- | ---- | ---- | ---- | ---- | ---- |
| 841  | ↗843 | ↘786 | ↗797 | ↗821 | ↘819 | ↘804 |
| 2016 | 2017 |      |      |      |      |      |
| ↘799 | ↘792 |      |      |      |      |      |